# إيغناسيا إس. مورينو
إيغناسيا إس. مورينو (بالإنجليزية: Ignacia S. Moreno)‏ هي محامية أمريكية، ولدت في 8 مايو 1961.